# Esmod
ESMOD (l’Ecole Supérieure des Arts et techniques de la Mode, Высшая школа искусств и технологий моды) — первая в мире школа моды, основанная во Франции в 1841 году Алексисом Лавинем.
На сегодняшний день в 15 странах мира открыты 23 представительства школы Esmod, предоставляющих образование в области дизайна одежды и экономических направлений. Esmod — это единственная частная школа, которая по окончании обучения выдает диплом государственного образца III степени.
Основной миссией ESMOD является обеспечение качественного образования для подготовки квалифицированных специалистов на международном уровне. Школа постоянно адаптирует свои программы к изменяющимся условиям индустрии моды, учитывает последние её новинки и открытия, в целях удовлетворения потребностей рынка труда.
Единая сеть ESMOD включает в себя 5 школ во Франции: Париж (старейшее и главное представительство ESMOD, 60 % студентов которого — иностранцы), Бордо, Ренн, Рубе, Лион; — и 18 филиалов по всему миру: в России, Европе, Америке, азиатских и даже африканских странах (в частности, в Тунисе). Международная сеть представительств строится через партнерские отношения с местными, зачастую государственными, университетами. В России эксклюзивным партнером ESMOD является Московский государственный университет дизайна и технологии.

## История
В 1841 году Алексис Лавинь, искусный портной, изобретатель и инноватор, создает ESMOD — первую школу моды в мире, специализирующуюся на дизайне одежды и доступную всем.

### Алексис Лавинь
Алексис Лавинь — мастер-портной французской императрицы Марии-Евгении. В 1841 он основывает ESMOD. В 1847 он придумывает мягкую сантиметровую ленту и начинает печатать буклеты с его уникальным методом кройки на английском и немецком языках, выводя тем самым школу ESMOD на международный уровень.
В 1849 году Лавинь открывает свой знаменитый дом высокой моды.

### Школа
После смерти Алексиса Лавиня в 1880 году школа перешла во владение его дочери — Мадам Герр, — а затем и его внучке — Мадам Лаконт-Герр, — которые управляли ей вплоть до 1940-х годов.
С 1945 по 1960 годы школа ESMOD активно расширялась на международном рынке.
В начале 70-х Поль Доварино и Аннет Гольдштейн адаптировали уникальные методики Лавиня обучению кройке и шитью под современные рыночные реалии и взяли курс на новое поколение моды — дизайнеров.
В 80-х ESMOD открывает новые школы по всему миру, а также филиалы во Франции — в Лионе, Бордо, Ренне и Рубе.
В 1989 году в ESMOD формируется ISEM (Institut Supérieur Européen de la Mode), Европейский Институт моды (школа маркетинга и менеджмента моды одежды).
В настоящее время в ESMOD и ISEM обучаются 700 студентов, 40 % которых иностранцы (японцы, русские, в общей сложности 60 различных национальностей). Преподавательский состав насчитывает около пятидесяти человек.

## Образовательные программы

### Дизайн одежды
- Основная квалификация: Дизайн и пошив модной одежды
- Специализации: мужская одежда, женская одежда, детская одежда, женское бельё, театральные костюмы, высокая мода и аксессуары.
- Длительность программы: 3 года
- Объём программы: 25 часов в неделю
- Оборудование (в Париже): 50 компьютеров (программы Adobe Illustrator, Adobe Photoshop, Lectra и др.), швейные машины, учебная литература, ткани и фурнитура.
- Требования для поступления: возраст от 18 лет, наличие диплома о среднем образовании. При поступлении с претендентом проводится собеседование